# Cerdistus dactylopygus
Cerdistus dactylopygus är en tvåvingeart som beskrevs av Emile Janssens 1968. Cerdistus dactylopygus ingår i släktet Cerdistus och familjen rovflugor. Inga underarter finns listade i Catalogue of Life.